# Сан Пјетро (Пјаченца)
Сан Пјетро је насеље у Италији у округу Пјаченца, региону Емилија-Ромања.
Према процени из 2011. у насељу је живело 17 становника. Насеље се налази на надморској висини од 101 м.